# HBO Nederland
Hogeschool HBO Nederland was een particulier opleidingsinstituut dat is opgericht in 1987. Jaarlijks waren er gemiddeld 3.000 studenten die driejarige economische managementopleidingen volgden. HBO Nederland bevindt zich per 2016 in afwikkeling: nieuwe studenten worden niet meer toegelaten. 31 december 2018 zal HBO Nederland de laatste opleiding afsluiten.

## Geschiedenis
De instelling begon in 1987 als SPD Dagopleiding Arnhem. In eerste instantie werden studenten hier voor de examens van de baccalaureus hbo-opleiding SPD Bedrijfsadministratie opgeleid. De hogeschool kende toen nog geen eigen examens en studenten kwamen toentertijd dan ook niet in aanmerking voor studiefinanciering. Examens werden indertijd afgenomen door de Informatie Beheer Groep. Deze instantie verstrekte ook de deelcertificaten en uiteindelijk het diploma SPD Bedrijfsadministratie.
Later werd deze opleiding omgevormd tot Financieel Management en volgden andere opleidingen zoals Makelaardij O.G., Marketing Management, Office Management en Toeristisch Management die evens gespiegeld waren aan externe examens en deelcertificaten en/of opleidingen. Respectievelijk NVM, NIMA en SEPR. Studenten kwamen hiermee in aanmerking voor studiefinanciering en Hogeschool HBO Nederland verstrekte ook haar eigen baccalaureus hbo-diploma's.

## Opleidingen
De school werkte met de major/minor-structuur. De major was het algemene gedeelte van de opleiding en de minor de afstudeerrichting. De minor was ongeveer 20% van de totale opleiding waar vanaf het begin van de studie al mee begonnen werd. De opleidingen waren vierjarige opleidingen die in drie tot vier jaar af waren te ronden. De eerste drie jaar waren theorie jaren, met een aantal projecten en een korte oriënterende stage. Het laatste jaar stond volledig in het teken van stage en afstuderen.
De volgende opleidingen werden gegeven bij Hogeschool HBO Nederland:
- De major Bedrijfskunde met de minors:
  - Bedrijfskunde
  - Financieel Management
  - Marketing Management
  - Office Management.
- De major Management, Economie en Recht met de minors:
  - Management, Economie en Recht
  - Vastgoedmanagement en Makelaardij
  - Vrijetijdsmanagement.

## Organisatie
Hogeschool HBO Nederland was een particuliere onderwijsinstelling. Er waren een aantal verschillen met het reguliere onderwijs. De organisatie was kleinschalig, er werd vooral klassikaal onderwijs gegeven door docenten uit het bedrijfsleven. Het was mogelijk om in drie tot vier jaar een bachelordiploma te behalen.
Sinds 2009 had de school een StudentenAdviesRaad (SAR). In de SAR zaten studenten van de verschillende vestigingen van de hogeschool. De SAR gaf gevraagd en ongevraagd advies aan het managementteam over onderwijsinhoudelijke zaken. Studenten konden bij de SAR leden aangeven waar zij tegen aan liepen zodat de SAR leden dit konden bespreken en eventueel advies konden geven.
Er waren vestigingen in Arnhem (Hoofdkantoor), Amsterdam, Breda, Rotterdam, Utrecht, Zwolle,  Weert en Groningen

## Onderwijsinspectie
Eind jaren 2010 heeft de Onderwijsinspectie van het Ministerie van Onderwijs, Cultuur en Wetenschap meermalen inspecties uitgevoerd bij Hogeschool HBO Nederland.